# Турдетанское письмо
Турдетанское письмо — алфавитная письменность, существовавшая в древней Испании (предположительно — в г. Тартесс). Засвидетельствована надписями на монетах с параллельным латинским текстом. Поскольку известны лишь имена, записанные данным алфавитом, то непонятно, для какого языка она использовалась. Происходила от древнеливийского письма (большинство знаков совпадают по начертанию).
Турдетанское письмо не следует путать с т. н. бастуло-турдетанским письмом (разновидность иберского письма).